# Gudrun Embacher
Gudrun Embacher (* 14. August 1931 in Feldkirch; † 22. Februar 2001 in Bregenz) war eine österreichische Schriftstellerin.

## Leben
Ihr Vater war der Jurist Erich Embacher. Gudrun Embacher beendete ihre Schulzeit in einem Realgymnasium und besuchte die Handelsakademie. Anschließend studierte sie an der Universität Innsbruck Anglistik und Germanistik, wo sie 1954 mit einer Dissertation über Henry Fieldings Romantechnik promovierte und 1955 die Akademische Übersetzerprüfung ablegte. Nach der universitären Ausbildung arbeitete sie als Übersetzerin aus dem Italienischen, Englischen, Französischen und Spanischen. Embacher war daneben im Kunsthandel und als wissenschaftliche Verlagsmitarbeiterin tätig. In ihrer letzten beruflichen Station wurde ihr die Leitung des Dokumentationszentrum der Arge-Alp in Bregenz anvertraut. Sie schrieb Artikel und Novellen für Zeitungen, Zeitschriften und den Rundfunk. Ihr schriftstellerisches Hauptwerk sind ihre Romane, die zwischen 1978 und 2001 veröffentlicht wurden.

## Werk
- Sperling auf meiner Hand.Ein Gegenwartsroman. Hohenstaufen Verlag, München 1978, ISBN 978-3-8056-3101-3.

- Berliner Hochzeit. Ein Gegenwartsroman. Hohenstaufen Verlag, München 1979, ISBN 978-3-8056-3102-0.
- Ich nenne dich Eurydike. Roman, Hohenstaufen Verlag, München 1980, ISBN 978-3-8056-3103-7.
- Der Narr Wohlgemuth. Roman, Hohenstaufen Verlag, München 1982, ISBN 978-3-8056-3104-4.
- Antigone und ihre Brüder. Roman, Hohenstaufen Verlag, München 1984, ISBN 978-3-8056-3105-1.
- Eine Handbreit Hoffnung. Ein Südafrika-Roman von heute. Hohenstaufen Verlag, München 1987, ISBN 978-3-8056-3106-8.
- Atlantis. Roman, Herbig, München 1991, ISBN 978-3-7766-1657-6.
- Ein Tropfen Ewigkeit. Roman, Druffel & Vowinckel, Gilching 1997, ISBN 978-3-86118-064-7.
- Aphrodite ging vorbei. Roman, Langen-Müller, München 1999, ISBN 3784427200.
- El-Malik. Wanderer durch die Zeiten. Roman, Herbig, München 2001, ISBN 978-3-7766-2233-1.

## Auszeichnungen
(Quelle: Literaturhaus Wien)
- 1982 Ehrenring der deutschen Literatur
- 1986 Dichtersteinschild der Dichtersteintage Offenhausen bei Wels